# 氯化环辛二烯基铑二聚物
氯化环辛二烯基铑二聚物，又称(1,5-环辛二烯)氯铑(I)二聚物、氯化(1,5-环辛二烯)铑二聚物等，是一种有机金属化合物，化学式为Rh2Cl2(C8H12)2，通常简写为[RhCl(COD)]2或者Rh2Cl2(COD)2。这种在空气中稳定的橙黄色化合物广泛用作均相催化剂的前体。